# Diane Arbus

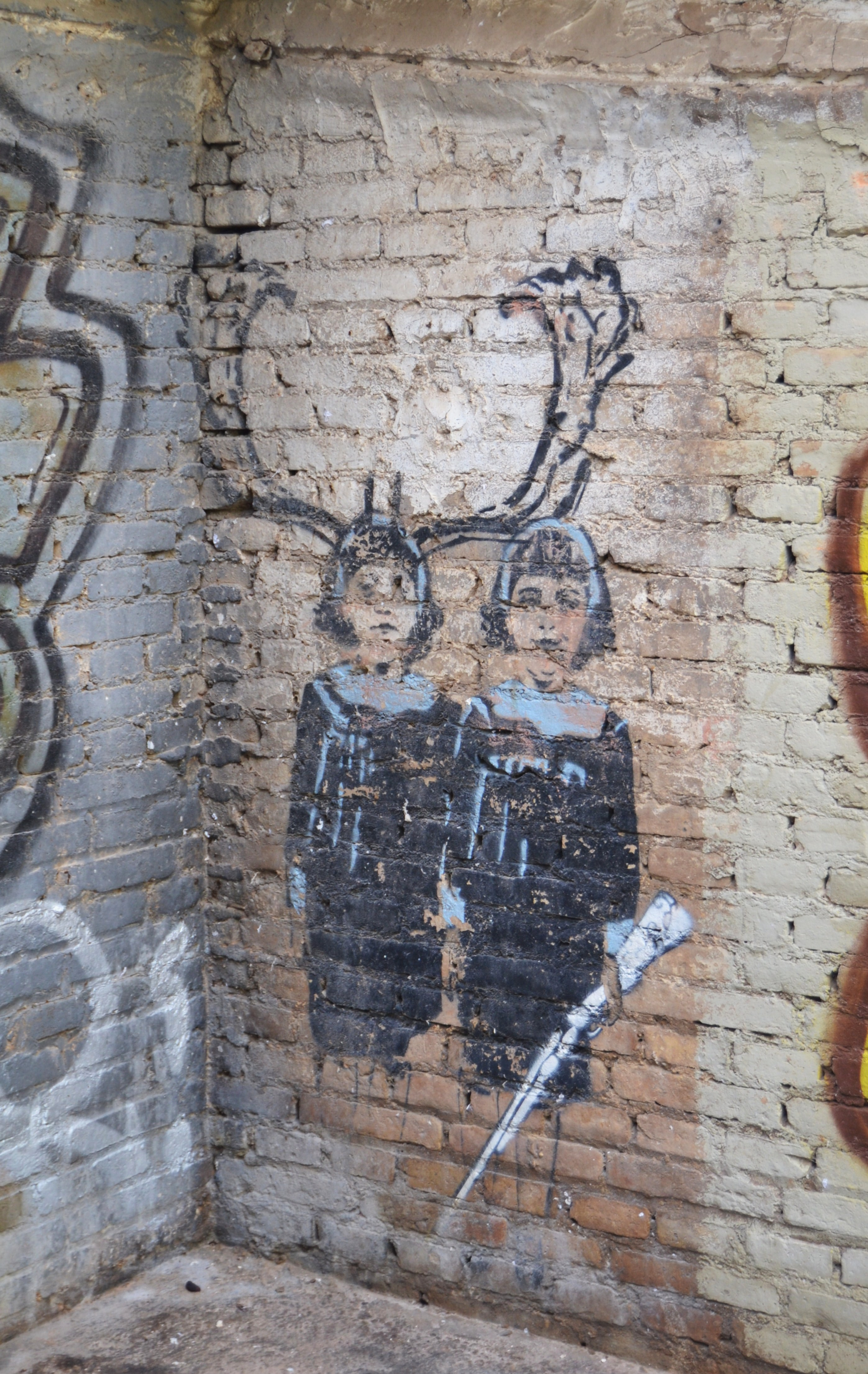
Graffiti met interpretatie van Identical Twins, een van Diane Arbus beroemdste foto's.

Diane Arbus, geboren als Diane Nemerov (New York, 14 maart 1923 – aldaar, 26 juli 1971), was een Amerikaans fotografe. Ze werd wereldberoemd met bizarre zwart-witportretten van mensen op straat, gemarginaliseerde mensen -mensen met dwerggroei, reuzen, transgenders, nudisten en circusmensen-, of anderen die door de rest van de bevolking worden gezien als afwijkend door uiterlijk of afwijkend gedrag. Ze zag zelf haar "freaks" niet als freaks, maar als mensen die boven de maatschappij uitstegen. Arbus staat erom bekend dat zij nooit verviel in goedkope spot ondanks haar scherpe en kritische toon. 

## Jeugd
Diane Arbus werd geboren als kind van welgestelde joodse ouders. Al snel begon ze te schilderen maar ze haatte de verfgeur en het gekras van het penseel op het canvas.

Haar een camera geven is hetzelfde als een kind een handgranaat cadeau doen.
— Norman Mailer

## Volwassen leven
Op haar achttiende, in 1941, huwde ze Allan Arbus. Rond die periode ontwikkelde ze haar interesse voor de fotografie. Samen met haar man maakte ze publiciteitsfoto's voor haar vaders zaak en werkte ze samen als reclamefotografen. Tussen 1955 en 1957 studeerde ze fotografie bij Lisette Model, aan de The New School for Social Research, die haar meteen opmerkte. Model stimuleerde Arbus in het uitdiepen van haar persoonlijk werk.

### Portret
Van dan af legde Arbus zich toe op het portret. Ze fotografeerde nudisten, travestieten, personen met een geestelijke handicap, dwergen en reuzen en 'gewone' mensen. Ze sprak mensen aan op straat of in het park en maakte ter plaatse een foto of ging met ze mee naar huis. Arbus schoot veel zwart-witopnamen van 'freaks', zoals zij ze noemde. Identieke tweelingzusjes, een reus met gekromde rug in de huiskamer van zijn ouders, een Mexicaanse dwerg tussen de lakens volgens haar recept: direct en frontaal. Hun vreemdheid valt niet op, die is deel van hun persoonlijkheid zoals een "gewoon" jongetje in Central Park, duivelse bekkend, met een plastic handgranaat in zijn rechterknuist spelend... Wie is abnormaal, bedoelt Arbus.

### Freelance
Vanaf 1960 werkte ze als freelancefotografe. Ze maakte foto's voor Harper's Bazaar, Esquire en New York Times Magazine en werkt aan de Parsons School of Design in New York in 1965-1966. In 1967 werden haar foto's opgenomen in de tentoonstelling 'New Documents' in het Museum of Modern Art in New York. Haar portretten werden er getoond naast de straatfotografie van tijdgenoten Garry Winogrand en Lee Friedlander. Meteen was een stuk fotogeschiedenis geschreven: het drietal wordt beschouwd als dé vertegenwoordigers van zelfreflecterende, maatschappijkritische en sociaal-documentaire fotografie dat Robert Frank in de jaren 50 uitvond. De tentoonstelling kende een overweldigend succes.

### Docent
In 1968-1969 werkte ze als docent aan de Cooper Union in New York en in 1971 had zij een solotentoonstelling in het Museum of Modern Art, New York. In 1970 was Arbus inmiddels internationaal beroemd. Ondanks haar carrière pleegde ze in juli 1971 zelfmoord. Na haar overlijden werden haar foto's getoond op de Biënnale van Venetië, waar zij als eerste Amerikaanse fotograaf haar land vertegenwoordigde. Van de monografie die in 1972 bij Aperture verscheen en die ondertussen aan zijn twaalfde editie is, werden wereldwijd meer dan 100.000 exemplaren verkocht.

## Vernieuwer
Arbus werd al tijdens haar leven beschouwd als een vernieuwer van de documentaire fotografie. Toen ze zich in 1971 het leven benam, kreeg de mythe Arbus buitengewone proporties. De frontale portretten bleken een spiegel van haar eigen onmogelijkheid te leven. Arbus' foto's bevinden zich in vele collecties en worden vaak getoond.

### Techniek
Arbus gebruikte een tweeogige 6x6-camera. Een zwart doosje met twee lenzen; één om door te kijken en één die de foto maakt. Door zo'n camera kijk je van bovenaf op het matglas. Het toestel bevindt zich meestal ter hoogte van de buik en dus lager dan andere camera's die voor de ogen gehouden worden. Van Arbus wordt gezegd dat ze letterlijk vanuit de buik fotografeerde. Dat lage standpunt bepaalt veel van Arbus' portretten. Ze stelt zich nederig op en tegelijk toont ze de onflatteuze onderkant van de kaak en neusgaten. De dubbelzinnigheid van empathie en respect enerzijds en ironie of weerzin anderzijds bepalen de indringende dynamiek in haar foto's.

### Stijl
Flitslicht kenmerkt haar stijl. Als een van de eersten flitst ze bij daglicht. Ze beschouwde dit als een inhoudelijke toevoeging door de onverbiddelijke scherpte en brute kracht. De lamp werd met een beugel links naast het toestel gemonteerd waardoor er een donkere schaduw loopt rechts op de gezichten en naast de neus. Ieder detail wordt uitgelicht terwijl de achtergrond - die niet werd belicht - als een donkere vlek opdoemt.

## Trivia
- De film  Fur, geregisseerd door Steven Shainberg met Nicole Kidman in de hoofdrol, is op Arbus' leven gebaseerd. Feiten en fictie lopen in deze film door elkaar, vandaar de subtitel "An Imaginary Portrait of Diane Arbus".

- De song "Teach your children" van het album Déjà vu uit 1970 van Crosby, Stills, Nash & Young is gebaseerd op een foto van Arbus.

## Werk in openbare collecties (selectie)
- Rijksmuseum Amsterdam[3]
- Stedelijk Museum Amsterdam[4]